# Ак'яр (Узбекистан)
40°49′48″ пн. ш. 72°19′43″ сх. д. / 40.83000° пн. ш. 72.32861° сх. д.
Ак'я́р (узб. Оқёр, Oqyor) — міське селище в Узбекистані, в Андижанському районі Андижанської області.
Розташоване у Ферганській долині, за 4 км від залізничної станції Андижан-2. Північне передмістя Андижана. Через селище проходить автошлях Андижан—Куйган'яр.
Населення 4,7 тис. мешканців (1990). Статус міського селища з 2009 року.